# St. Lambertus (Bliesheim)

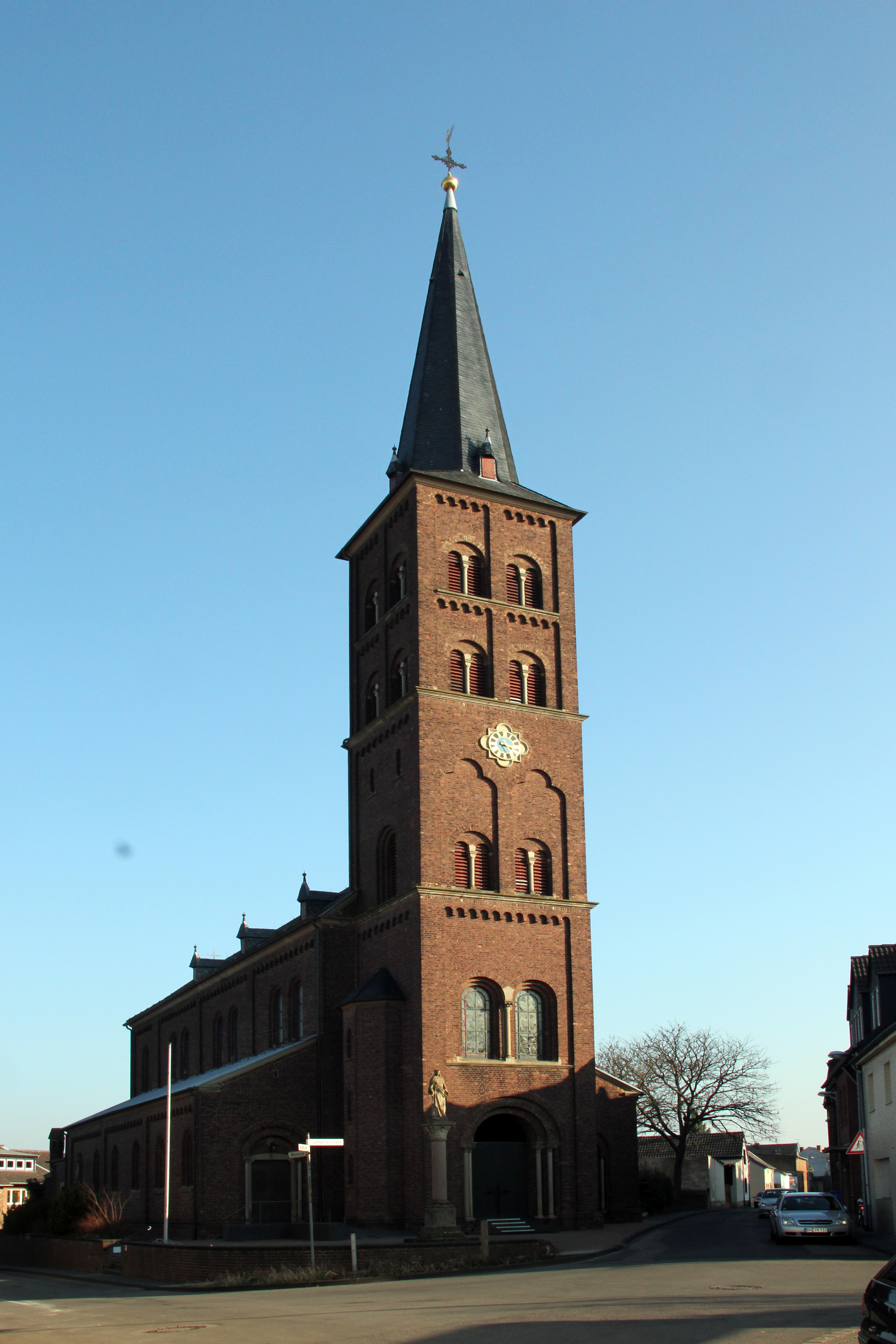
Pfarrkirche St. Lambertus

Die katholische Pfarrkirche St. Lambertus ist ein denkmalgeschütztes Kirchengebäude in Bliesheim, einem Stadtteil von Erftstadt im Rhein-Erft-Kreis.

## Geschichte und Architektur
Die Vorgängerkirche, die wohl auf das 11. Jahrhundert zurückgeht, stand auf dem Friedhof am Ortsrand, sie wurde wegen Baufälligkeit abgebrochen.
Die Backsteinbasilika steht im Ortskern, sie wurde von 1860/61 im neuromanischen Stil nach Plänen von Robert Cremer errichtet und im Januar 1863 benediziert und 1866 durch den Kölner Weihbischof Baudri feierlich geweiht. 1865 wurde von der Orgelbauwerkstatt Kalscheuer eine Orgel mit zwei Manualen und 30 Registern in die Kirche eingebaut. 1875 erhielt die Kirche drei neue Glocken, die eine kleine Glocke aus der vorigen Kirche ergänzen. 1917 wurden für Kriegszwecke Orgelpfeifen teilweise und Glocken fast vollständig beschlagnahmt.
1926 gab es drei neue Bronzeglocken, die während des Zweiten Weltkriegs ebenfalls für Kriegszwecke eingezogen wurden. 1935 nahm der Orgelbauer Joseph Breuer einen grundlegenden Umbau der Orgel. vor. 1964 wurde der Chorraum gemäß den Empfehlungen des 2. Vatikanischen Konzils umgestaltet. Eine gründliche Renovierung der Kirche wurde von 1992 bis 1994 vorgenommen.

## Ausstattung

### Neuromanische Ausstattung
- Figürliche Glasmalerei von 1902 bis 1911
- Der Hochaltar von 1927 mit einem steinernen Aufsatz
- Der Nebenaltar von 1912 mit einem steinernen Aufsatz
- Ein Triumphkreuz aus Holz
- Ein Taufstein[1]
- Die Kirchenbänke
- Die Orgel mit Empore[2]

### Aus der alten Kirche
- Zwei spätgotische Leuchterengel vom Ende des 15. Jahrhunderts. Die alte Fassung ist erhalten, die Flügel wurden erneuert
- Ein Vesperbild aus der Zeit um 1520 stammt aus dem Werkstattkreis des Meisters Tilman
- Eine lebensgroße Standfigur der Muttergottes und eine hl. Anna selbdritt vom Anfang des 16. Jahrhunderts. Sie entstand in der Werkstatt des Meisters der von Carben`schen Gedächtnisstiftung
- Die Figuren des hl. Lambertus und des hl. Rochus sind vom 18. Jahrhundert[3]

### Orgel
Die Orgel stammt ursprünglich aus dem Jahre 1864/65 und wurde vom Orgelbauer Jakob Kalscheuer aus Nörvenich gebaut. Sie hat wohl 30 Register auf zwei Manualen gehabt. Nach mehrfachen Restaurierungen und Umbauten (1911 Johannes Klais, Bonn; 1935 Josef Breuer, Zülpich; 1961 Walter Seifert, Köln-Mannsfeld; 1986 Gerd Weyland, Leverkusen) wurde das Instrument 1994 von Gerd Weyland gründlich überholt. Im Jahre 2012 renovierte die Firma Hugo Mayer Orgelbau aus Heusweiler im Saarland die Orgel komplett. An Pfingsten 2012 wurde sie wieder feierlich an die Gemeinde übergeben, nachdem sie vom Orgelsachverständige des Erzbistums Köln am 23. April 2012 geprüft und abgenommen wurde. Sie hat nun 20 Register mit insgesamt 1189 Orgelpfeifen auf zwei Manualen und Pedal.

### Glocken
Drei Glocken bilden das Glockengeläut von St. Lambertus, die historische, 1875 von Andreas Rodenkirchen, Deutz gegossene Rochusglocke und zwei von 1953, die Hans Hüesker bei Petit & Gebr. Edelbrock, Gescher gegossen hat.
| Nr. | Name      | Durchmesser | Gewicht ca. | Schlagton | Inschrift                                               |
| --- | --------- | ----------- | ----------- | --------- | ------------------------------------------------------- |
| 1   | Maria     | 1220 mm0    | 1050 kg0    | e’ +4     | SANCTA · MARIA · ORA · PRO · NOBIS – OSTERN 1 9 5 3     |
| 2   | Lambertus | 1013 mm0    | 640 kg      | g’ +5     | SANCTE · LAMBERTE · ORA · PRO · NOBIS. – OSTERN 1 9 5 3 |
| 3   | Rochus    | 870 mm      | 375 kg      | a’ +5     | ST. ROCHE ORA PRO NOBIS – 1 8 7 5 MAI                   |